# Kwas syryngowy
Kwas syryngowy – organiczny związek chemiczny, pochodna kwasu galusowego. Ma działanie antybakteryjne i przeciwutleniające. Występuje w m.in. w konyzie kanadyjskiej (Conyza canadensis), kasztanie japońskim (Castanea crenata), rdeście wężowniku (Polygonum bistorta), Aristolochia fangchi, Knoxia valerianoides, babce lancetowatej (Plantago lanceolata) oraz miodzie z manuki (Leptospermum scoparium).
Otrzymywany syntetycznie przez selektywną, częściową demetylację kwasu 3,4,5-trimetoksybenzoesowego za pomocą dymiącego kwasu siarkowego lub jodku magnezu. Ogrzewany powyżej 250 °C ulega dekarboksylacji do pirogalolu.
Stosowany jest w syntezie chemicznej, m.in. w polimeryzacji utleniającej katalizowanej peroksydazą chrzanową w obecności nadtlenku wodoru jako czynnika utleniającego, prowadzącej do otrzymania poli(fenylenoeteru) (PPE).
Kwas syryngowy powstaje naturalnie w wyniku rozkładu 3-O-glukozydu malwidyny – oeniny – występującego w młodym winie czerwonym i odpowiedzialnego za jego jasnoczerwoną barwę. Dzięki temu jest on markerem molekularnym, którego wykrycie w badanych próbkach w czasie badań archeologicznych świadczy o pozostałościach po czerwonym winie.